# Cissus oreophila
Cissus oreophila är en vinväxtart som beskrevs av Gilg & Brandt. Cissus oreophila ingår i släktet Cissus och familjen vinväxter. Inga underarter finns listade i Catalogue of Life.